# Mantova Chamber Music Festival
Il Mantova chamber music festival – Trame sonore a Palazzo è un festival musicale di musica da camera ospitato nei principali luoghi d'arte di Mantova fra maggio e giugno.
La manifestazione è organizzata dall'Orchestra da Camera di Mantova con il sostegno della Soprintendenza per i Beni Storici, Artistici ed Etnoantropologici per le province di Mantova, Brescia e Cremona.

## Storia
Nacque come meeting inaugurale per celebrare la riapertura della reggia dei Gonzaga dopo il sisma del 2012. Venne presentato come: Festival Music Chamber: trame sonore a Palazzo poiché i concerti si tennero nel Palazzo Ducale.

### Edizione 2013
Ottanta concerti durante quattro giorni nel Palazzo Ducale di Mantova.

### Edizione 2014
Viene riferita la presenza di 20.000 spettatori durante circa i 100 eventi musicali.
Il cartellone accoglie anche concerti cameristici che guardano al jazz e al klezmer.

### Edizione 2015
Si è svolta dal 29 maggio al 2 giugno. Il programma ha previsto l'esecuzione di composizioni di Ludwig van Beethoven, e dei concerti brandeburghesi di Johann Sebastian Bach.

## Musicisti
Alcuni musicisti che si sono esibiti:
- Nicolas Altstaedt, violoncello
- Gemma Bertagnolli
- Enrico Bronzi, violoncello
- Alessandro Carbonare, clarinetto
- Suyoen Kim, violino
- Alexander Lonquich, pianoforte
- Ksenia Milas, violino
- Giovanni Sollima, violoncello
- Sonig Tchakerian, violino
- Lilya Zilberstein, pianoforte

## Sedi dei concerti
- Palazzo Ducale
- Basilica palatina di Santa Barbara
- Rotonda di San Lorenzo
- Teatro Bibiena
- Palazzo Te

## Riconoscimenti
Il festival è stata insignito della Medaglia del Presidente della Repubblica.